# Stazione di Favara
La stazione di Favara era una stazione ferroviaria posta sulla linea Agrigento-Naro-Licata. La stazione, ubicata in contrada Nicolizie, serviva il centro abitato di Favara.
Della linea dismessa, nell'abitato di Favara, un viadotto in curva è stato riutilizzato per un percorso pedonale e alla periferia della città un ex-casello è stato ristrutturato e adibito a ristorante.

## Immagini

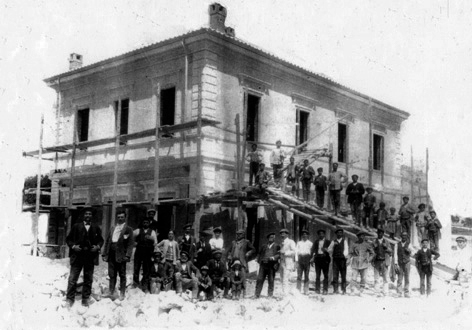
La stazione in costruzione
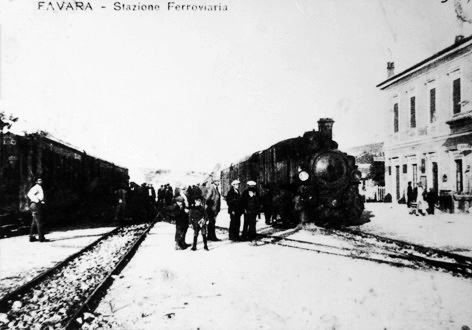
La stazione in una cartolina d'epoca